# Peter Murphy
Peter John Joseph Murphy (n. 11 de julio de 1957, cerca de Northampton, Reino Unido), es el vocalista del grupo post-punk Bauhaus, además de poseer una amplia carrera en solitario, alcanzado su cenit comercial en 1990.
Delgado y elegante, con prominentes pómulos y aspecto vampiríco, con una voz rica y profunda y una inclinación por la poesía melancólica; Murphy ha sido considerado "El padrino del rock gótico y la subcultura gótica". Algunos críticos han tachado sus letras de "pretenciosas" o "incomprensibles" debido a su excesivo regusto por la poesía y al tratamiento de temas metafísicos y religiosos. Su registro musical, sobre todo tras la disolución de Bauhaus, ha evolucionado por numerosos géneros, desde la electrónica, el new wave, hasta el rock alternativo pasando por la música oriental o los sonidos after-punk. En 2010 hizo un cameo para la película The Twilight Saga: Eclipse donde interpreta a un despiadado vampiro en una pequeña secuencia de flashback.

## Biografía

### Con Bauhaus
Hijo de una familia irlandesa, pero establecido en el Reino Unido, Murphy conoce en el colegio a Daniel Ash (guitarra), con quien forma Bauhaus junto a David J.(bajo) y Kevin Haskins (batería). 
Bauhaus graban su primer sencillo Bela Lugosi's Dead en 1979 convirtiéndose en una de las formaciones punteras del movimiento after punk siniestro (Rock gótico) emergente en esa época, junto a bandas como Joy Division, The Cure y Siouxsie And The Banshees. 
Tras sus dos primeros discos In The Flat Field (1980) y Mask (1981), con los que captan un amplio número de adeptos y encabezan las listas independientes de éxitos británicos, enlazan una serie de singles de mayor calado comercial (entre los que se encuentra una versión de la canción "Ziggy Stardust" de David Bowie) logrando gran popularidad en toda Europa y gran parte del mercado americano.
Por esas fechas la banda aparece en la película El Ansia de Tony Scott, entre cuyo reparto está el propio Bowie, interpretando el tema "Bela Lugosi´s Dead"; a su vez Peter Murphy se vuelve la imagen publicitaria de las cintas de casete Maxell. 
Tras editar un tercer LP "The Sky´s Gone Out" obteniendo buenas ventas y un disco en directo "Press The Eject And Give me The Tape", el aumento de popularidad del cantante comienza a irritar al resto de la banda, que se ven relegados a un segundo plano ante los medios de comunicación.
Durante la grabación de su cuarto álbum de estudio "Burning From The Inside", Murphy contrae una neumonía y el resto de Bauhaus termina el disco sin el aprobado de su vocalista, cantando alguno de los temas Daniel Ash y otros David J. Este hecho acaba de desestructurar la banda, que tras la edición del LP (el de mayor éxito de su carrera) se disuelve.

### Con Dali's Car
Separado Bauhaus en 1983, Peter Murphy forma enseguida con el pionero bajista Mick Karn de Japan un dúo llamado Dali's Car, mientras el resto de sus compañeros de Bauhaus crean la formación Love And Rockets. 
El dúo Dali's Car graba un primer álbum, "The Waking Hour", que tras no obtener el éxito esperado obliga a la formación a cancelar el proyecto.

### Carrera solista
En 1985 Peter Murphy emprende carrera en solitario. Ayudado en la composición por el guitarrista Howard Hughes y por otro guitarrista de renombre John McGeoch (ex Siouxsie And The Banshees) edita en 1986 su primer disco en solitario "Should the World Fail To Fall Apart", precedido por el sencillo "Final Solution" (versión de un tema de Pere Ubu). Aunque ni el sencillo ni el disco funcionan comercialmente, sirven para que Peter Murphy comience a abrirse camino en el mercado estadounidense.
En 1987 Peter Murphy conoce al teclista Paul Statham, que será su gran colaborador en las composiciones hasta 1995 y a comienzos de 1988, edita su primer disco de éxito en solitario, el álbum "Love Hysteria"; un trabajo más comercial que su predecesor y mucho más cercano al mundo de la música pop. El primer sencillo extraído del LP, la canción "All Night Long", alcanza gran popularidad gracias a la constante emisión de su magnífico videoclip en blanco y negro en la cadena MTV, convirtiéndose en el primer gran éxito de Peter Murphy. Del disco se extraerían dos sencillos más "Blind Sublime" y, otro gran clásico, "Indigo Eyes".
Tras una gira de gran éxito por Estados Unidos y Europa durante todo 1988 y parte de 1989, Peter Murphy alcanza su cima de éxito comercial con el álbum "Deep" editado a comienzos de 1990. Aunque el disco va precedido por el sencillo "The Line Between The Devils Teeth" (un tema que parece beber del sonido Bauhaus) que no acaba de calar, es con su segundo sencillo "Cuts You Up" con el que consigue el auténtico boom mundial. La canción, con una hermosa melodía pop aderezada por una intro de violín, se transforma en el sencillo que más tiempo permanece en las listas de éxitos americanas (Billboard Modern Rock Tracks) batiendo así un récord que se mantendría hasta la publicación del sencillo "Losing My Religion" de R.E.M.
La exitosa gira de 1990 muestra a Peter Murphy, ceñido en cuero negro y con el pelo teñido de rubio platino, como una gran estrella del rock. El siguiente sencillo "Strange Kind Of Love", editado en tres versiones diferentes, también consigue convertirse en un clásico. Por estas fechas Peter Murphy se convierte al islamismo, centrando su domicilio habitual en Turquía junto a su esposa.
Los dos años de descanso que separan "Deep" de su continuación "Holy Smoke" no beneficiaron nada, comercialmente hablando, a Peter Murphy, que tras el éxito de "Cuts You Up" debía haber regresado al estudio en vez de desaparecer del panorama musical. Con la edición de "Holy Smoke" a finales de 1992, con portada (enlace roto disponible en Internet Archive; véase el historial, la primera versión y la última). del galardonado fotógrafo y director holandés Anton Corbijn, Peter Murphy no logró repetir el éxito de "Deep"; en parte debido a la creciente ola grunge que asolaba América en esas fechas. A pesar de ser un gran disco, la discográfica no promocionó bien los sencillos, editando como sencillo la gran "Hit Song" en Europa, mientras que para América elegía "The Sweetest Drop" (algo más del montón) como sencillo estrella; este error de cálculo se materializó en bajos resultados de ventas. Tras una amplia gira de promoción Peter Murphy volvía a desaparecer.
En 1995 Peter Murphy edita "Cascade", su última colaboración con el compositor Paul Statham, grabado en Sevilla (España). El disco producido por el reputado Pascal Gabriel, mostraba un lado más comercial y electrónico del cantante, y a pesar de tener suficientes temas buenos como para convertirse en un gran éxito, no lo hizo. Ni (la muy The Cure) "The Scarlet Thing in You" ni la maravillosa "I'll Fall with Your Knife" tuvieron gran repercusión en las listas de éxitos como singles. También en esas fechas terminaba su contrato con la discográfica Beggars Banquet en la que había permanecido desde los tiempos de Bauhaus. Una vez más, tras una amplia gira por América y Europa, Peter Murphy regresaba a Turquía.

### Entre la reunificación de Bauhaus y su carrera en solitario
En 1998 Peter Murphy edita, con nuevo sello discográfico, un EP llamado "Recall" (producido por Tim Skold, posteriormente miembro de Marilyn Manson), con un sonido más oscuro y oriental, y anuncia el regreso de Bauhaus a los escenarios. La gira de regreso de la banda es todo un éxito y se extiende a ambos lados del Atlántico. Este regreso quedará materializado en el álbum en vivo "Gotham". A pesar del éxito de la gira Peter Murphy descarta la idea de continuar con Bauhaus y a comienzos del nuevo milenio se embarca en una gira en solitario acompañado tan solo por el guitarrista Peter DiStefano de Porno for Pyros y el violinista canadiense Hugh Marsh. Esta gira mundial quedará recogida también en el álbum en directo: " aLive Just for Love".
En el año 2000 Beggars Banquet, la antigua discográfica de Peter Murphy, edita un álbum recopilatorio de éxitos del cantante bajo el título "Wild Birds" que recoge las mejores canciones del período 85-95. 
En 2002 Peter Murphy colabora con el artista turco Mercan Dede en un nuevo LP intimista y basado en la instrumentación típica turca. El resultado es Dust, un disco lento y profundo, alejado totalmente del pop y el rock, que obtiene buenas críticas aunque deja perplejos a algunos de sus seguidores. Tardaría tres años en regresar al mundo del pop con el disco "Unshattered", al que acompañaría una amplia gira americana y europea durante el año 2005. 
El año 2006 volvería a ver la reunificación de Bauhaus una vez más, con otra exitosa gira mundial que culminaría con la edición a comienzos de 2008 del disco de estudio "Go Away White"; el primer LP con temas nuevos de la banda desde 1983.
En la actualidad Peter Murphy se encuentra trabajando con el reputado músico y productor Trent Reznor (de Nine Inch Nails) cuyos frutos verán la luz próximamente.

## Discografía conBauhaus
- 1979: Bela Lugosi is Dead (single)
- 1980: In The Flat Field
- 1981: Mask
- 1982: Press The Eject And Give Me The Tape (en directo)
- 1982: The Sky's Gone Out
- 1983: Burning From The Inside
- 1986: 1979-1983 (recopilatorio)
- 1989: Swing The Heartache - The BBC Sessions
- 1992: Rest In Peace - The Final Concert (en directo)
- 1998: Crackle (recopilatorio)
- 1999: Gotham (en directo)
- 2008: Go Away White

## DiscografíaDali's Car
- 1984: The Waking Hour

## Discografía en solitario
- 1986: Should the World Fail to Fall Apart
- 1988: Love Hysteria
- 1990: Deep
- 1992: Holy Smoke
- 1995: Cascade
- 1997: Recall EP
- 2000: Wild Birds: 1985-1995 (recopilatorio)
- 2001: A Live Just for Love (en directo)
- 2002: Dust
- 2004: Unshattered
- 2010: Ninth
- 2014: Lion

## Singles en solitario
| Año  | Título                                                                 | Posición en las listas | Posición en las listas | Posición en las listas | Posición en las listas | Disco                               |
| Año  | Título                                                                 | US Hot 100             | US Modern Rock         | US Mainstream Rock     | UK                     | Disco                               |
| ---- | ---------------------------------------------------------------------- | ---------------------- | ---------------------- | ---------------------- | ---------------------- | ----------------------------------- |
| 1985 | "Final Solution"                                                       | -                      | -                      | -                      | -                      | Should the World Fail to Fall Apart |
| 1986 | "Blue Heart"                                                           | -                      | -                      | -                      | -                      | Should the World Fail to Fall Apart |
| 1986 | "Tale of the Tongue"                                                   | -                      | -                      | -                      | -                      | Should the World Fail to Fall Apart |
| 1988 | "All Night Long"                                                       | -                      | -                      | -                      | -                      | Love Hysteria                       |
| 1988 | "Blind Sublime"                                                        | -                      | -                      | -                      | -                      | Love Hysteria                       |
| 1988 | "Indigo Eyes"                                                          | -                      | -                      | -                      | -                      | Love Hysteria                       |
| 1989 | "The Line Between the Devil's Teeth (And That Which Cannot Be Repeat)" | -                      | #18                    | -                      | -                      | Deep                                |
| 1990 | "Cuts You Up"                                                          | #55                    | #1                     | #10                    | -                      | Deep                                |
| 1990 | "A Strange Kind of Love [Version 1]"                                   | -                      | #21                    | -                      | -                      | Deep                                |
| 1992 | "You're So Close"                                                      | -                      | #18                    | -                      | -                      | Holy Smoke                          |
| 1992 | "The Sweetest Drop"                                                    | -                      | #2                     | -                      | -                      | Holy Smoke                          |
| 1992 | "Hit Song"                                                             | -                      | -                      | -                      | -                      | Holy Smoke                          |
| 1995 | "The Scarlet Thing in You"                                             | -                      | -                      | -                      | -                      | Cascade                             |
| 1995 | "I'll Fall with Your Knife"                                            | -                      | -                      | -                      | -                      | Cascade                             |

- Datos: Q505692
- Multimedia: Peter Murphy (musician) / Q505692